# جيري هنري
جيري هنري (بالإنجليزية: Gerry Henry)‏ (5 أكتوبر 1920 في المملكة المتحدة - 1979) هو مدرب كرة قدم ولاعب كرة قدم بريطاني (وحمل سابقاً جنسية المملكة المتحدة لبريطانيا العظمى وأيرلندا) في مركز الوسط. لعب مع شيفيلد وينزداي وليدز يونايتد ونادي هاليفاكس تاون ونادي برادفورد بارك أفنيو.

## وصلات خارجية
- جيري هنري على موقع قاعدة بيانات كرة القدم.إي يو (الإنجليزية)